# Hubert Laws
Hubert Laws (Houston, 10 november 1939) is een Amerikaans fluitist. Hij won drie Grammy Awards: in 1973, 1974 en 1979.

## Biografie
Hij komt uit een muzikaal gezin: zijn moeder speelde piano in de kerk, broer Ronnie was een succesvol tenorsaxofonist en zussen Eloise en Debra waren zangeressen. Op negenjarige leeftijd kocht hij een altsaxofoon van het geld dat hij als krantenbezorger verdiende. Hij speelde aanvankelijk ook piano. In het orkest van zijn high school bespeelde hij voor het eerst de fluit.
In de late jaren vijftig sloot hij zich aan bij The Crusaders (destijds nog The Modern Jazz Sextet genoemd). Onderwijl, van 1956 tot en met 1959, studeerde hij aan de Texas Southern University. Hij kreeg een studiebeurs toebedeeld en liet zich vervolgens doceren door Julius Baker aan The Juilliard School in New York. Hij speelde met onder anderen Chick Corea in Hotel Theresa in de New Yorkse wijk Harlem. Naast saxofoon en fluit bespeelde hij toen ook de gitaar. In 1964 bracht Atlantic Records zijn eerste twee albums uit: The Laws of Jazz en Flute By-Laws.
Na een korte periode bij Blue Note Records tekende Laws bij CTI Records, dat drie van zijn albums uitbracht: Afro-Classic (1970), The Chicago Theme (1975), en The San Francisco Concerts (1977). In 1976 verruilde hij dit label voor CBS Records. Na het album Make It Last (1983) nam Laws' activiteit op muzikaal gebied af. Hij keerde pas in de jaren negentig terug met My Time Will Come (1990) en Storm Then the Calm (1994), welke beide deel uitmaakten van de reeks Music Masters Jazz.

## Discografie
Dit overzicht is waarschijnlijk (nog) niet compleet.

### Als bandleider
- The Laws of Jazz (1964)
- Flute By-Laws (1964)
- Crying Song (1969)
- Afro-Classic (1970)
- The Rite of Spring (1971)
- Wild Flower (1972)
- Morning Star (1973)
- At Carnegie Hall (1973, livealbum)
- In the Beginning (1974)
- Chicago Theme (1975)
- The San Francisco Concert (1975)
- Romeo and Juliet (1976)
- Say It with Silence (1978)

- Land of Passion (1978)
- Family (1980)
- Hubert Laws and Earl Klugh: How to Beat the High Cost of Living (1980)
- Make It Last (1983)
- My Time Will Come (1990)
- Storm Then the Calm (1994)
- Hubert Laws Remembers the Unforgettable Nat 'King' Cole (1998)
- Baila Cinderella (2002)
- Moondance (2004)
- Hubert Laws plays Bach for Barone & Baker (2005)
- Hubert Laws Live - 30-year Video Retrospective (2006, livealbum)
- Flute Adaptations of Rachmaninov & Barber (2009)

### Alssideman
met Chet Baker
- She Was Good to Me (1972)
- Studio Trieste (1982)

met George Benson
- Tell It Like It Is (1969)
- The Other Side of Abbey Road (1969)
- White Rabbit (1972)
- Good King Bad (1975)
- In Concert - Carnegie Hall (1978)
- Pacific Fire (1983)

met Ron Carter
- Uptown Conversation (1970)
- Blues Farm (1973)
- Spanish Blue (1975)

met Chick Corea
- The Complete "Is" Sessions (1969)
- Tap Step (1980)

met Grant Green
- The Main Attraction (1976)

met Freddie Hubbard
- First Light (1971)
- Skydive (1972)

met Bobby Hutcherson
- Highway One (1978)
- Conception: The Gift of Love (1979)

met Solomon Ilori
- African High Life (1964)

met Quincy Jones
- Walking in Space (1969)

met Harold Mabern
- Greasy Kid Stuff! (1970)

met Gary McFarland
- America the Beautiful, An Account of Its Disappearance (1968)

met Alphonse Mouzon
- Morning Sun (1981)

met Mongo Santamaría
- Mongomania (1967)

met Bobby Timmons
- Got to Get It! (1967)

met Stanley Turrentine
- If I Could (1993)

met McCoy Tyner
- Together (1978)
- La Leyenda de La Hora (1981)

met Walter Wanderley
- When It Was Done (1968)
- Moondreams (1969)

met Randy Weston
- Blue Moses (1972)